# Alfonso de Palencia
Alfonso Fernández de Palencia (* 21. Juli 1424 in El Burgo de Osma (Provinz Soria); † März 1492 in Sevilla) war ein spanischer Historiograph, Lexikograph und Humanist.

## Leben und Wirken
Er war in einer Familie von Conversos geboren worden. Der Name seines Vaters war Luis González Palencia der als Sekretär für den Grafen von Alba de Tormes García Álvarez de Toledo tätig gewesen war.
Palencia wurde im Umfeld des Bischofs von Burgos dem früheren Rabbiner Paulus de Santa Maria erzogen und ausgebildet. Paulus de Santa Maria war mit einigen seiner Geschwister und Familienangehörigen im Jahre 1390 bis 1391 zum katholischen Glauben konvertiert.
Später trat Palencia in die Entourage des Bischofs von Burgos von Alfonso de Cartagena (1384–1456) ein.
Nach Reisen und seinem Aufenthalt in Italien im Gefolge des Alfonso de Cartagena, ernannte ihn Heinrich IV. von Kastilien im Jahre 1454 zum Chronisten des Königreichs. Er blieb in Rom und Florenz im Dienste des Kardinals Bessarion bis zum Jahre 1453. Nach Spanien zurückgekehrt, lebte und wirkte er von nun an in Sevilla, welches Palencia, außer für sporadische Fahrten in Andalusien, bis zu seinem Tode nicht mehr verließ.
In der Zeit der Herrschaft der katholischen Könige entstand mit dem bekannten lateinisch-spanischen Wörterbuch Universal vocabulario en latín y en romance (1490) durch Palencia eine Reihe von weiteren, durch andere Autoren kompilierter Wörterbücher. Palencia stützte sich bei der Erstellung seines Werkes auf das lateinisch-lateinische Wörterbuch, Elementarium Doctrinae Rudimentum des aus Italien stammenden Papias, welches um das Jahr 1040 bis 1050 entstanden war und fügte dem lateinischen Lexikon kastilische Ausdrücke hinzu.
Während des kastilischen Erbfolgekrieges war er als Diplomat tätig, gründete 1476 eine Hermandad und organisierte 1479 die Entsendung einer Flotte zur Verteidigung Gran Canarias (siehe auch Vertrag von Alcáçovas).

## Werke (Auswahl)
- Opus Synonymorum, auch bekannt als De sinonymis elegantibus 1472
- Uniuersale Compendium Vocabulorum, Sevilla 1490
- Compendiolum. 1482